# Goh Young-jun
Goh Young-jun (고영준?; Jinju, 9 luglio 2001) è un calciatore sudcoreano, centrocampista o attaccante del Partizan.

## Carriera

### Club
Goh è cresciuto nel settore giovanile dei Pohang Steelers, con cui ha debuttato il 31 maggio 2020 nell'incontro di K League 1 vinto 4-1 contro l'Incheon Utd. Ha segnato il suo primo gol l'8 agosto seguente nel pareggio per 1-1 contro il Gwangju.
Il 23 gennaio 2024, dopo oltre 100 presenze con il club sudcoreano, è stato ceduto a titolo definitivo al Partizan, club della prima divisione serba.
Il 18 giugno 2025 viene acquistato dal Górnik Zabrze.

### Nazionale
Ha giocato nelle nazionali giovanili sudcoreane Under-17 ed Under-20.
Ha debuttato con la nazionale sudcoreana il 20 luglio 2022 nell'incontro del Campionato dell'Asia orientale vinto 3-0 contro la Cina.
Nel 2023 ha fatto parte della nazionale Under-23 che ha vinto i Giochi asiatici.

## Statistiche

### Presenze e reti nei club
Statistiche aggiornate al 30 aprile 2024.
| Stagione        | Squadra         | Campionato      | Campionato | Campionato | Coppe nazionali | Coppe nazionali | Coppe nazionali | Coppe continentali | Coppe continentali | Coppe continentali | Altre coppe | Altre coppe | Altre coppe | Totale | Totale | Totale |
| Stagione        | Squadra         | Comp            | Pres       | Reti       | Comp            | Pres            | Reti            | Comp               | Pres               | Reti               | Comp        | Pres        | Reti        | Pres   | Reti   |        |
| --------------- | --------------- | --------------- | ---------- | ---------- | --------------- | --------------- | --------------- | ------------------ | ------------------ | ------------------ | ----------- | ----------- | ----------- | ------ | ------ | ------ |
| 2020            | Pohang Steelers | KL              | 8          | 2          | CC              | 2               | 0               |                    | -                  | -                  |             | -           | -           | 10     | 2      |        |
| 2021            | Pohang Steelers | KL              | 32         | 3          | CC              | 2               | 0               | ACL                | 9                  | 0                  |             | -           | -           | 43     | 3      |        |
| 2022            | Pohang Steelers | KL              | 37         | 6          | CC              | 3               | 0               |                    | -                  | -                  |             | -           | -           | 40     | 6      |        |
| 2023            | Pohang Steelers | KL              | 28         | 8          | CC              | 3               | 0               | ACL                | 2                  | 1                  |             | -           | -           | 33     | 9      |        |
| gen.-giu. 2024  | Partizan        | SL              | 12         | 1          | CS              | 2               | 0               |                    | -                  | -                  |             | -           | -           | 14     | 1      |        |
| Totale carriera | Totale carriera | Totale carriera | 117        | 20         |                 | 12              | 0               |                    | 11                 | 1                  |             | -           | -           | 140    | 21     |        |

### Cronologia presenze e reti in nazionale
| Cronologia completa delle presenze e delle reti in nazionale ― Corea del Sud | Cronologia completa delle presenze e delle reti in nazionale ― Corea del Sud | Cronologia completa delle presenze e delle reti in nazionale ― Corea del Sud | Cronologia completa delle presenze e delle reti in nazionale ― Corea del Sud | Cronologia completa delle presenze e delle reti in nazionale ― Corea del Sud | Cronologia completa delle presenze e delle reti in nazionale ― Corea del Sud | Cronologia completa delle presenze e delle reti in nazionale ― Corea del Sud | Cronologia completa delle presenze e delle reti in nazionale ― Corea del Sud |
| Data                                                                         | Città                                                                        | In casa                                                                      | Risultato                                                                    | Ospiti                                                                       | Competizione                                                                 | Reti                                                                         | Note                                                                         |
| ---------------------------------------------------------------------------- | ---------------------------------------------------------------------------- | ---------------------------------------------------------------------------- | ---------------------------------------------------------------------------- | ---------------------------------------------------------------------------- | ---------------------------------------------------------------------------- | ---------------------------------------------------------------------------- | ---------------------------------------------------------------------------- |
| 20-7-2022                                                                    | Toyota                                                                       | Cina                                                                         | 0 – 3                                                                        | Corea del Sud                                                                | Campionato dell'Asia orientale                                               | -                                                                            | 65’                                                                          |
| Totale                                                                       |                                                                              | Presenze                                                                     | 1                                                                            |                                                                              | Reti                                                                         | 0                                                                            |                                                                              |

## Palmarès

### Club

#### Competizioni nazionali
- Coppa della Corea del Sud: 1

Pohang Steelers: 2023

### Nazionale
- Giochi asiatici: 1

2022